# Decio Azzolino
Decio Azzolino (11. dubna 1623, Fermo, Itálie – 8. června 1689, Řím) byl italský kardinál. Byl hlavní postavou skupiny liberálních kardinálů Squadrone Volante, která se snažila ovlivnit výsledky konkláve tehdejší doby. Pro Vatikán také pracoval při dešifrování dopisů.

## Životopis
Byl prasynovcem kardinála Decia Azzolina staršího, bývá proto označován jako kardinál Decio Azzolino mladší. Na univerzitě ve městě Fermo obdržel doktorát z filozofie, práva a teologie.
Roku 1654 se stal kardinálem. Účastnil se konkláve v roce 1655, které zvolilo papežem Alexandra VII. Azzolino se stal vůdčí osobností hnutí Squadrone Volante, které ovlivnilo výsledek volby ve prospěch kandidáta, u nějž nehrál roli nepotismus.

## Azzolino a královna Kristýna
Azzolino byl jmenován zástupcem švédské královny Kristýny v katolické církvi. Po její smrti v roce 1689 zdědil řadu uměleckých děl, která jí patřila. Podle některých dohadů byl mezi kardinálem a královnou osobní vztah, který však nikdy nebyl veřejně přiznán.